# Goran Janković
Goran Janković (in serbo Горан Jанковић?; Belgrado, 10 dicembre 1978) è un ex calciatore serbo, di ruolo centrocampista.

## Caratteristiche tecniche
Mediano, può essere schierato anche come centrale di centrocampo o come trequartista.